# José Fogaça

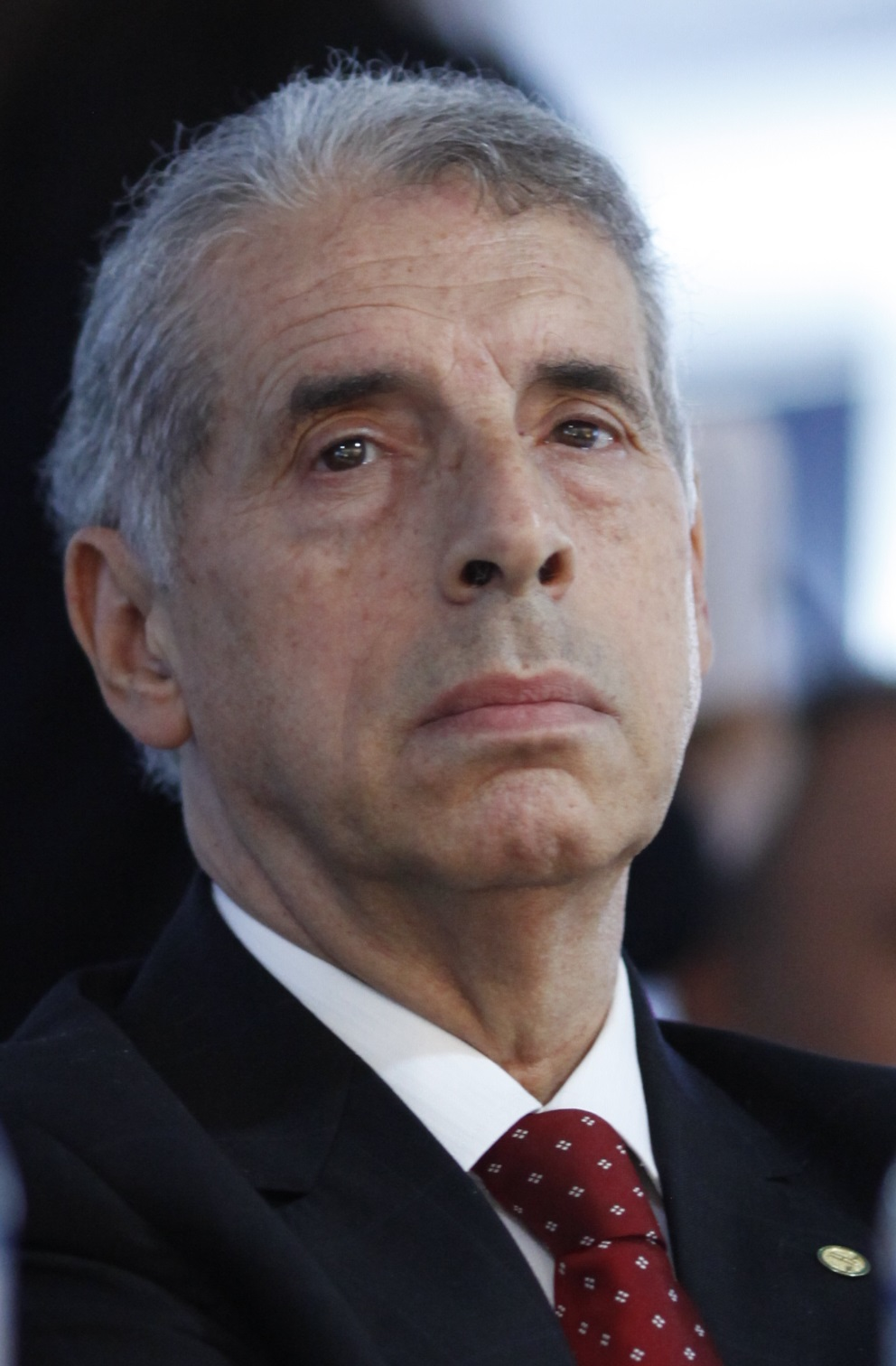
José Fogaça.

José Alberto Fogaça de Medeiros (* 13. Januar 1947 in Porto Alegre) ist ein brasilianischer Rechtsanwalt, Journalist und Politiker des PMDB. Er arbeitete als Journalist, Publizist und Radiomoderator in Porto Alegre und São Paulo.

## Leben
José Fogaça, Sohn des Apothekers João Câncio Ferreira de Medeiros und Alba Maria Paglioli Fogaça de Medeiros, besuchte die Katholische Universität von Rio Grande do Sul, wo er sein Studium der Rechtswissenschaften abschloss.
Fogaça war ab 1978 Abgeordneter der Gesetzgebenden Versammlung des Bundesstaates Rio Grande do Sul für den Movimento Democrático Brasileiro (MDB). Von 1983 bis 1986 war Fogaça Abgeordneter des Partido do Movimento Democrático Brasileiro (PMDB), für seinen Heimatstaat im Unterhaus des Nationalkongresses von Brasilien. Von 1987 bis 2003 war er Senator im Bundessenat. Zwei Jahre nach seiner Amtszeit gewann Fogaça die Bürgermeisterwahl zum Prefeito in seiner Heimatstadt Porto Alegre. Von 2005 bis zum 30. März 2010 war er der Stadtpräfekt der Landeshauptstadt, die 2010 die 1,4-Millionen Einwohnergrenze überschritten hatte. Nach 5-jähriger Amtszeit übergab Fogaça sein Amt an seinen Vizebürgermeister José Fortunati, weil er zur Wahl zum Gouverneur von Rio Grande do Sul antrat, bei der er aber nur 24,74 % der Stimmen erhielt.

### Privates
Mit seiner Frau Isabela zusammen ist José Fogaça nebenbei auch als Komponist bekannt und erfolgreich. Seine bekannteste Komposition ist die inoffizielle Hymne von Porto Alegre mit dem Titel Porto Alegre É Demais.